# Immaculée Nahayo
Immaculée Nahayo Nyandwi (1948 – 17 tháng 11 năm 2018) là một chính trị gia người Burundi, là Chủ tịch Quốc hội Burundi từ ngày 16 tháng 8 năm 2005 đến 2007 , những người phụ nữ đầu tiên giữ vị trí này ở Burundi. Bà cũng được bầu làm Chủ tịch Liên minh Nghị viện Châu Phi (APU) đến tháng 3 năm 2007.

## Sự nghiệp chính trị
Là thành viên dân tộc Hutu của Hội đồng Quốc gia Bảo vệ Dân chủ – Lực lượng Bảo vệ Dân chủ (CNDD – FDD), bà thay thế Jean Minani của Mặt trận Dân chủ ở Burundi (FRODEBU), người đã làm Chủ tịch Quốc hội từ năm 2002.
Sau đó, bà giữ chức Bộ trưởng Đoàn kết Quốc gia, Hồi hương, Tái thiết Quốc gia, Nhân quyền và Giới tính  bắt đầu vào tháng 7 năm 2007. bà đã được bầu làm Cố vấn trong COMESA.

## Cuộc sống cá nhân
Sinh ra ở Gatara (tỉnh Kayanza), Nahayo là một góa phụ và là mẹ của sáu đứa trẻ. Chồng của bà, Simon Nyandwi, là Bộ trưởng Nội vụ cho đến khi qua đời vào ngày 22 tháng 3 năm 2005.
Nyandwi qua đời vào ngày 17 tháng 11 năm 2018 tại Brussles, Bỉ, ở tuổi 70.